# Métro d'Ispahan
Le métro d'Ispahan est un réseau de métro desservant la ville d'Ispahan troisième ville d'Iran située à 400 kilomètres au sud de la capitale Téhéran et dont l'agglomération compte environ 2 millions d'habitants. Le réseau doit comprendre à terme 3 lignes. Le premier tronçon de la ligne 1 a été inauguré en 2015 et la ligne entière longue de 20 km devrait s'achever fin 2017.

## Historique
Le métro d’Ispahan est en construction depuis juin 2001. La  ligne 1 longue de 12,5 kilomètres traverse du nord au sud la ville en passant par les deux terminaux de bus, (Kaveh au Nord et Soffeh au Sud). Sa construction est conduite en trois phases. La première phase comprenant la partie nord entre Qods et Shohada dans le centre-ville est inaugurée le 15 octobre 2015. Elle comprend 9 stations auxquelles 2 stations intermédiaires sont ajoutées par la suite. Le deuxième tronçon inauguré le 21 juin 2017 comprenant 5 nouvelles stations,.

## Réseau
Le réseau sera constitué à terme par trois lignes. La première ligne construite suit un axe nord-sud en passant par le centre-ville. Les deux autres lignes sont orientées est-ouest et sont en correspondance avec la ligne 1. Cette dernière est construite en grande partie en tranchée couverte sous le boulevard Chaharbagh. La section Shohada - Azadi a été réalisée à l'aide d'un tunnelier.

## Matériel roulant
Le parc de matériel roulant est  constitué de rames fournies par le constructeur chinois Nanjing Puzhen.

## Exploitation
En 2017 les trains circulent de 7 h à 15 h 30. L'allongement de la plage de fonctionnement jusqu'en fin de soirée est prévu. Il ne fonctionne pas les jours fériés.